# Bosseval
Bosseval  est une ancienne paroisse de la généralité de Champagne, qui fusionna avec le hameau de Briancourt, qui était jusques alors une des parties constituantes de Briancourt-et-Montimont, dès la formation des communes en 1789, pour former Bosseval-et-Briancourt, dont il est le bourg-centre.

## Géographie

### Lieux-dits et annexes
- le Dictionnaire géographique, historique et politique des Gaules et de la France de l'abbé Expilly[1], en 1766, indique:

« La MAISON de la Claire,  dans le Pays-Messin, diocese de Rheims, parlement & intendance de Metz, jurisdiction de Rethel-Mazarin, subdélégation & recette de Sédan. Elle est située sur un ruisseau à un quart de lieue du village de Bosseval dont elle dépend. On émoud dans ce lieu les forces pour tondre les draps. »

## Histoire
Bosseval fut bâti, en 1542, par Guy, comte de Laval et de Rethel, dans une partie des bois de la forêt de Donchery .
Le Dictionnaire universel de la France ancienne et moderne et de la Nouvelle France, de Cl. Marin Saugrain, en 1726, indique : 
« BOSSEVAL; dans la Champagne, Diocèse de Reims, Parlement de Paris, Intendance de Châlons, Prévôté de Mouzon, a 91 habitans. »
Louis-Urbain Le Fèvre de Caumartin, d'après la dénombrement de 1735, indique :
« Bosseval : 20 feux. » Elle était du « Département de la Frontière de Champagne et  dépendait, en partie, de la Généralité ou Intendance de Champagne et en partie de l'intendance de Metz ». La communauté est notée dans les « Communautez non sujettes à la subvention ».